# May-Hedja
May-Hedja est un site archéologique de la ville d'Aksoum en Éthiopie. Le site comprend un groupe de stèles aksoumites du IVe siècle, dont les huit plus grandes abusivement connues sous le nom d'« obélisques d'Axoum », et une nécropole.

## Historique
Le site est mentionné pour la première fois dans le récit de voyage de l'aumônier Francisco Alvarez, membre de l'ambassade portugaise envoyée par Manuel Ier (roi de Portugal) auprès du roi Lebna Dengel en 1520. La première étude scientifique du site date de  1906, elle est due à une équipe allemande dirigée par E. Littmann. C'est à cette occasion que les grandes stèles sont numérotées. Entre 1954 et 1957, la mission française en Éthiopie y entreprend des fouilles. Les travaux sont poursuivis par différentes équipes de l'université de Cambridge sous la direction de N. Chittick (1972-1974), Munro-Hay (1989) puis David W. Phillipson (1993-1997), ils permettent notamment de mettre au jour la nécropole située sous la stèle n°1.
Après la conquête de l'Empire éthiopien en 1937, Benito Mussolini ordonne d'apporter en Italie la stèle n°2 qui sera désormais connue sous le nom impropre d'« obélisque d'Aksoum ». Depuis sa chute, la stèle est alors brisée en cinq morceaux et à moitié enseveli. Elle est restaurée puis remontée devant le ministère de l'Afrique, qui deviendra ultérieurement le siège de l'FAO. Selon les accords signés en 1947 entre l’Éthiopie et l'Italie, la stèle aurait dû être restituée, mais malgré plusieurs demandes de restitutions notamment par l'empereur Haïlé Sélassié Ier, elle demeure à Rome. En 1997, l'Italie renouvelle son engagement lors d'un nouvel accord bilatéral précisant que sa restitution doit intervenir la même année puis Rome ajourne cette restitution au motif de difficultés techniques. En 2002, un orage abîme le sommet de la stèle et l'idée de sa restitution resurgit, le retour est programmé pour 2005. Les opérations de démantèlement de la stèle à Rome commencent en novembre 2003. Les travaux de remontage en Éthiopie sont menés par une équipe italienne de l'université de Rome « La Sapienza ». La stèle réinstallée est finalement inaugurée en septembre 2008. 

## Les stèles
Le site comporte environ 300 stèles mais seules huit stèles comportent un décor.
Les grandes stèles ont été sculptées dans des blocs de néphélinite (à phonolite de couleur gris-bleu) et de basalte provenant de la carrière de Gobedra distante de 4 km. Ces grandes stèles marquent l'emplacement des tombeaux des souverains de l'Empire aksoumite. Elles figurent parmi les plus grands monolithes façonnés par l'homme. Le stèles ont une section quadrangulaire. Six sont ornées de motifs géométriques imitant les portes et les fenêtres d'un grand édifice comparable aux tours anciennes de défense visibles au Yémen et en Arabie saoudite méridionale,. Toutes les stèles devaient être orientées au sud-est. Le sommet des stèles sont de forme semi-circulaire, à l'origine ils étaient probablement couvert de métal à l'identique des obélisques égyptiens. Elles auraient été édifiées entre la fin du IIIe siècle et le début du IVe siècle, pour marquer des tombes royales. C'est probablement l'adoption du christianisme par les rois d'Axoum qui entraîna le déclin de cette course au gigantisme.

### Stèle n° 1

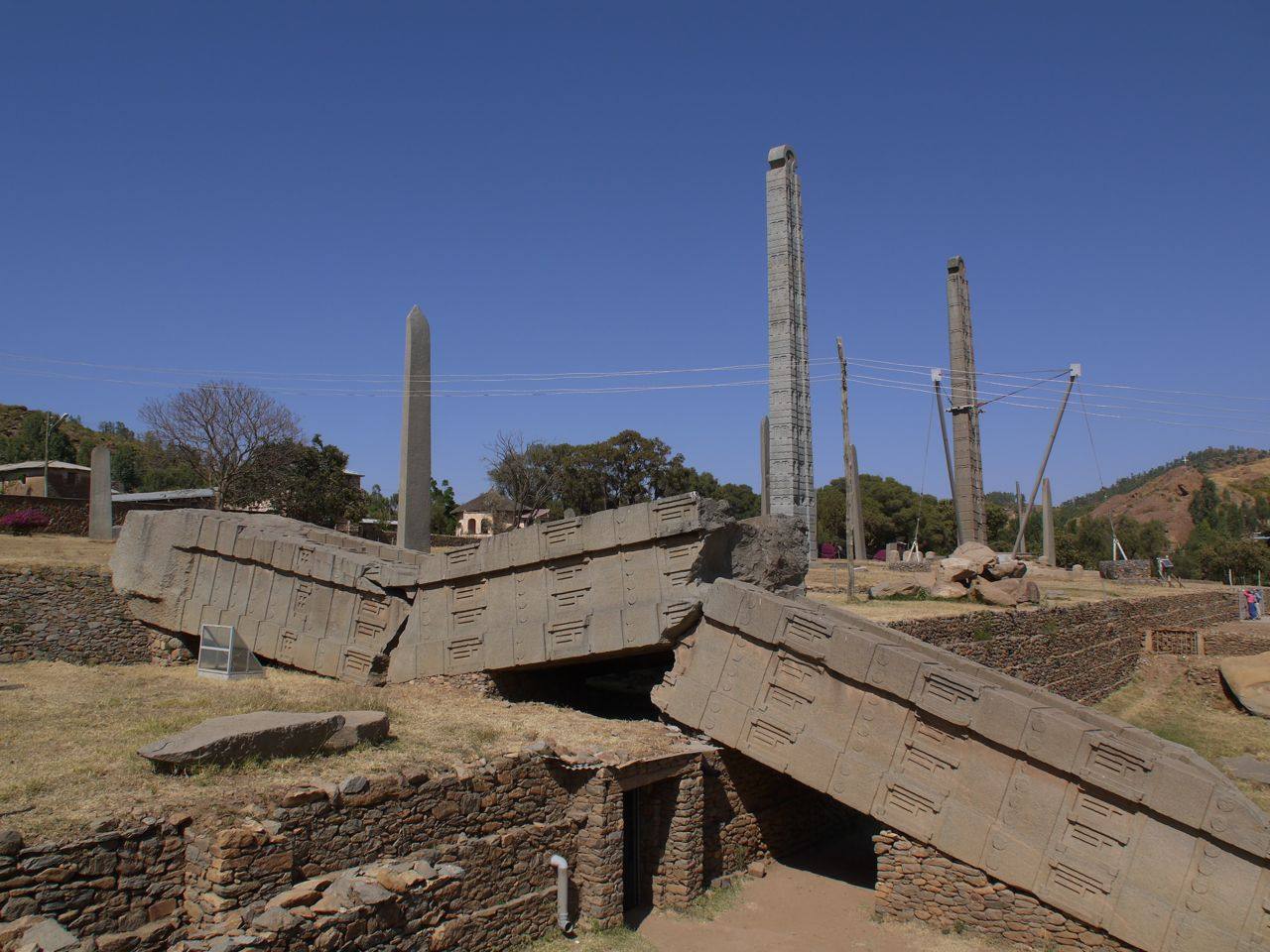
Stèle n°1 au premier plan.

C'est la plus grande des stèles. Elle gît brisée en plusieurs morceaux au sol. Elle mesure 33,50 mètres de long pour une largeur, à la base de 3,04 m sur 2,54 m et au sommet de 2,35 m sur 1,68 m. La base de la stèle est demeurée enfoncée dans le sol sur 2,85 m de hauteur. Son poids est estimé à entre 500 t et 600 t. La stèle est sculptée sur ses quatre faces. Le décor comprend treize étages, une porte sur la face avant et une autre sur la face arrière. Chaque porte comporte un heurtoir sculpté. 
Bien que la tradition attribue sa chute à la reine Gudit, les archéologues pensent que la stèle s'est probablement effondrée et brisée dès son installation par maladresse ou peu de temps après son érection en raison de ses fondations insuffisantes (la partie enfoncée ne représentant que 1/12e de la hauteur totale). Selon Bertrand Poissonnier, si la stèle n°1 a été dressée et stabilisée selon le même mode opératoire que la stèle n°2, l'absence de découverte d'une dalle de calage au niveau du socle pourrait indiquer qu'elle a été volontairement retirée : dans ce cas, la chute, inévitable, de la stèle n'aurait donc pas été accidentelle mais bien intentionnelle.

### Stèle n° 2

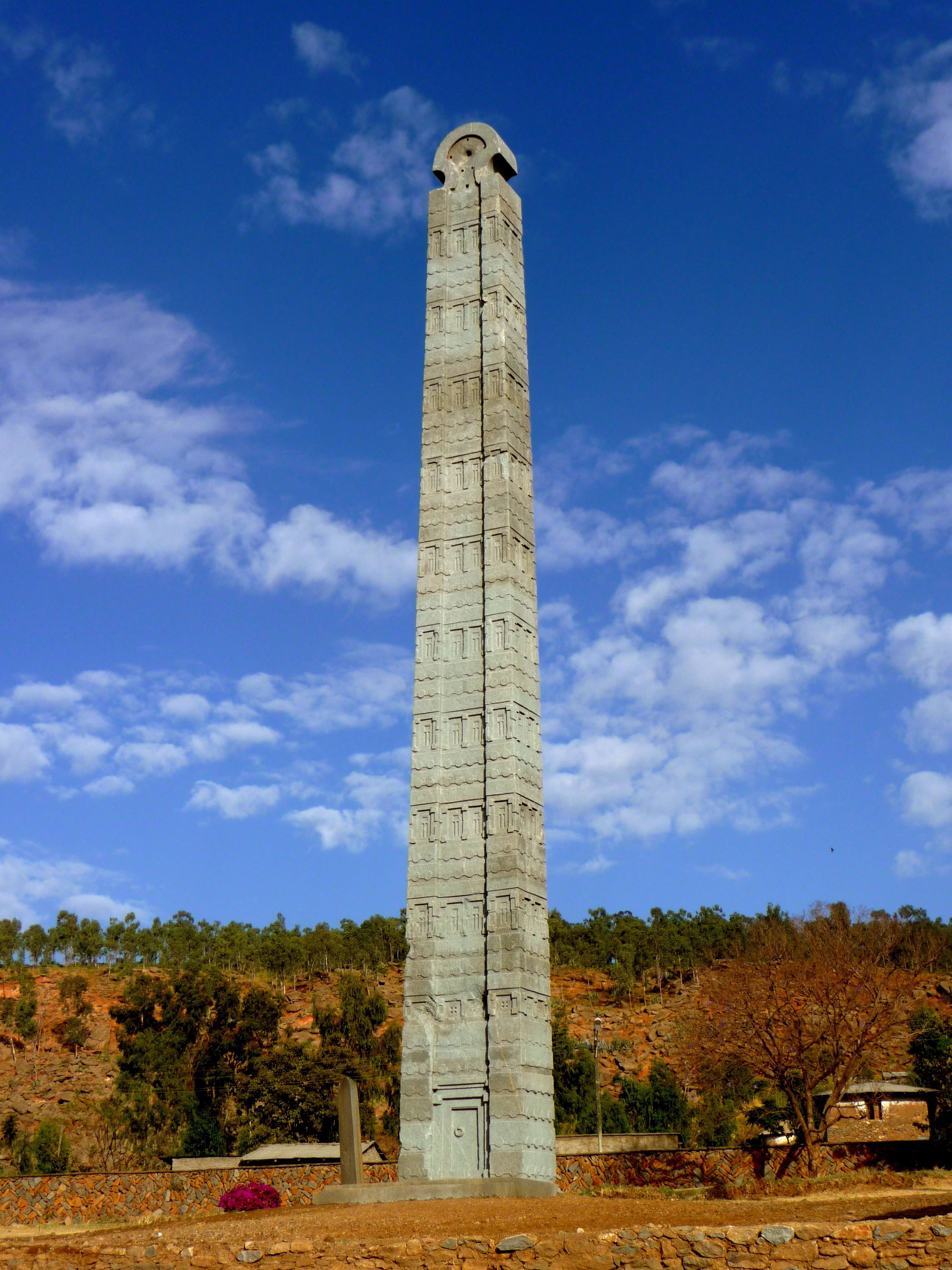
Stèle n°2 à May-Hedja.

La stèle mesure 24,60 m de hauteur et son poids est estimé à 170 t. Elle est décorée sur ses quatre côtés. Le décor comprend une porte à heurtoir côté nord-est et une autre du même type côté sud-est. Les fouilles archéologiques préalables à sa réinstallation ont montré qu'entre le Xe siècle et le XIIe siècle le site a été victime d'une fouille clandestine qui pourrait avoir provoqué sa chute.
En 1999, les fouilles préalables à la réinstallation de la stèle ont permis d'étudier le contexte de son installation et les raisons de son effondrement. La stèle reposait sur un massif de maçonnerie de forme quadrangulaire (7,30 m de long sur 6 m de large et 4,50 m d'épaisseur) édifié sur le rocher sous-jacent qui avait été partiellement aplani dans sa partie supérieure. Sur ce massif reposait à plat une énorme dalle rectangulaire de blocage comportant deux « mâchoires » prenant en tenaille la base de la stèle. La base de la stèle était donc posée sur un socle et non enfoncée dans le sol. En 1906, la base de la stèle renversée était encore enchâssée dans sa dalle de blocage. Le socle de la stèle aurait été déstabilisé par le creusement d'une tranchée par des pillards en quête de trésor dans les tombes souterraines, provoquant ainsi la chute de la stèle. La découverte au niveau des fondations d'une pièce de monnaie aksumite émise vers l'an 600 pourrait indiquer que cette fouille clandestine, serait intervenue au VIIe siècle.

### Stèle n° 3
Cette stèle est attribuée au roi Ezana est parfois baptisée de son nom, ce qui entraîne une confusion avec la stèle d'Ezana qui n'est pas du tout du même type et n'est pas située sur le site de May-Hedja. C'est la troisième plus grande stèle du site, elle mesure 20,6 m de hauteur et son poids est estimé à 160 tonnes,. Elle est décorée sur trois côtés seulement. Elle est probablement la dernière stèle à avoir été érigée sur le site, l'usage étant abandonné lors avec l'adoption du christianisme sous le règne d'Ezana.
La stèle est la seule qui soit demeurée debout depuis son érection, la partie enterrée est estimée à 3 m de hauteur, ce qui explique vraisemblablement qu'elle soit restée stable dans le temps. Par précaution, elle a été haubanée pour éviter qu'elle ne s'effondre durant les travaux de restauration de la stèle n°2.

### Stèles n° 4, 5, 6, 7
La stèle  n° 4 est couchée au sol, elle mesure 18,2 m de longueur pour un poids estimé de 56 t. Son socle a été retrouvé en place : il est constitué d'une dalle décorée avec plusieurs grosses cupules. La stèle comporte un décor sur six étages. La stèle n°5 est renversée et brisée. Elle mesure 15,8 m de longueur pour un poids estimé de 75 t mais le monolithe, qui devait mesurer 23 m à l'origine, a subi un accident durant l'élaboration de la stèle. Elle comporte un décor à cinq étages. La stèle n°6 mesure 15,3 m de longueur pour un poids estimé de 43 t. Elle comporte un décor à quatre étages et son sommet est orné de deux disques en creux qui devaient accueillir des ornements circulaires désormais disparus. La stèle n°7 « semble être une copie malhabile des six précédentes ». Elle est renversée et mesure 5,7 m de longueur.

Stèles n°1 à n°8
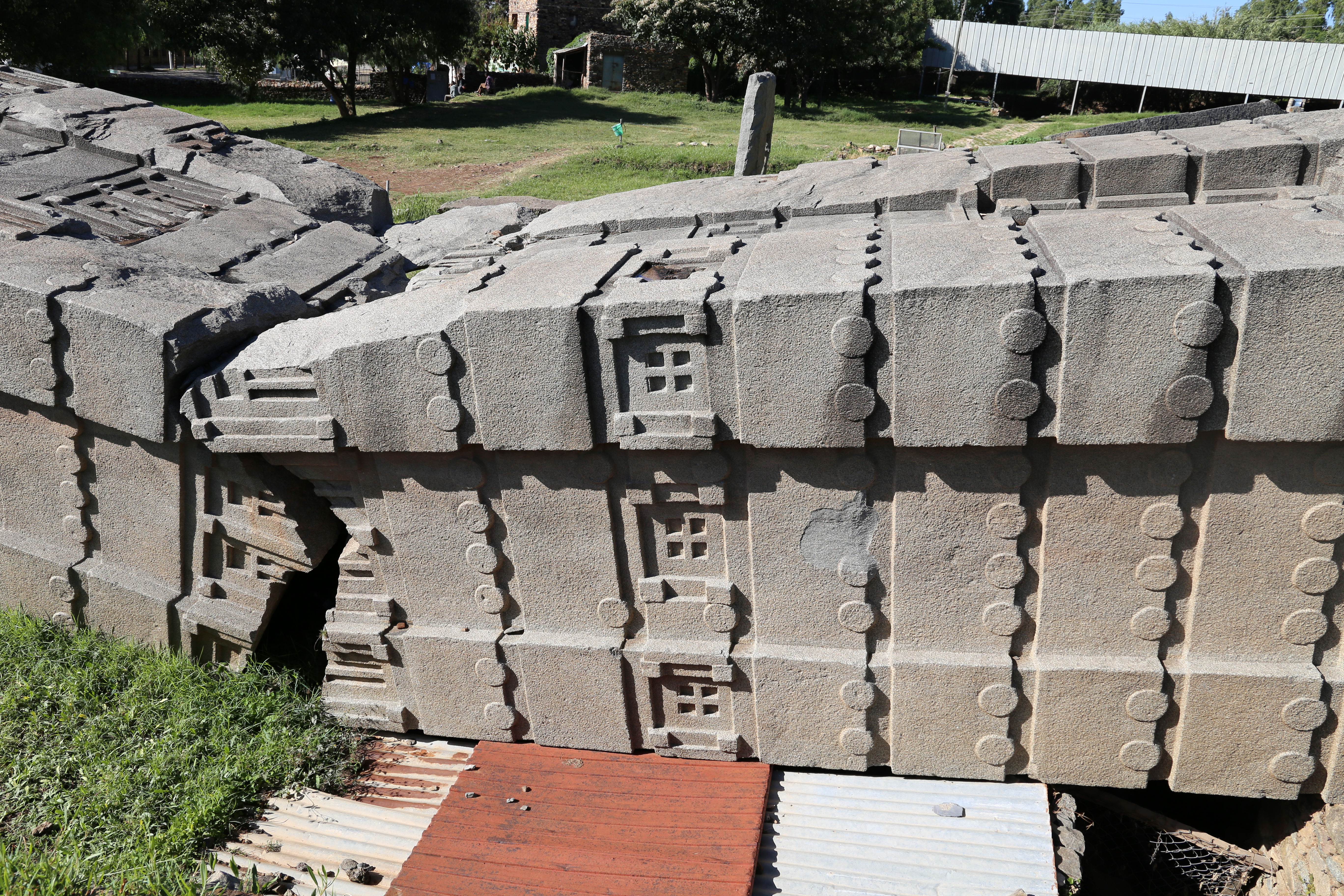
Détail du décor (stèle n°1).
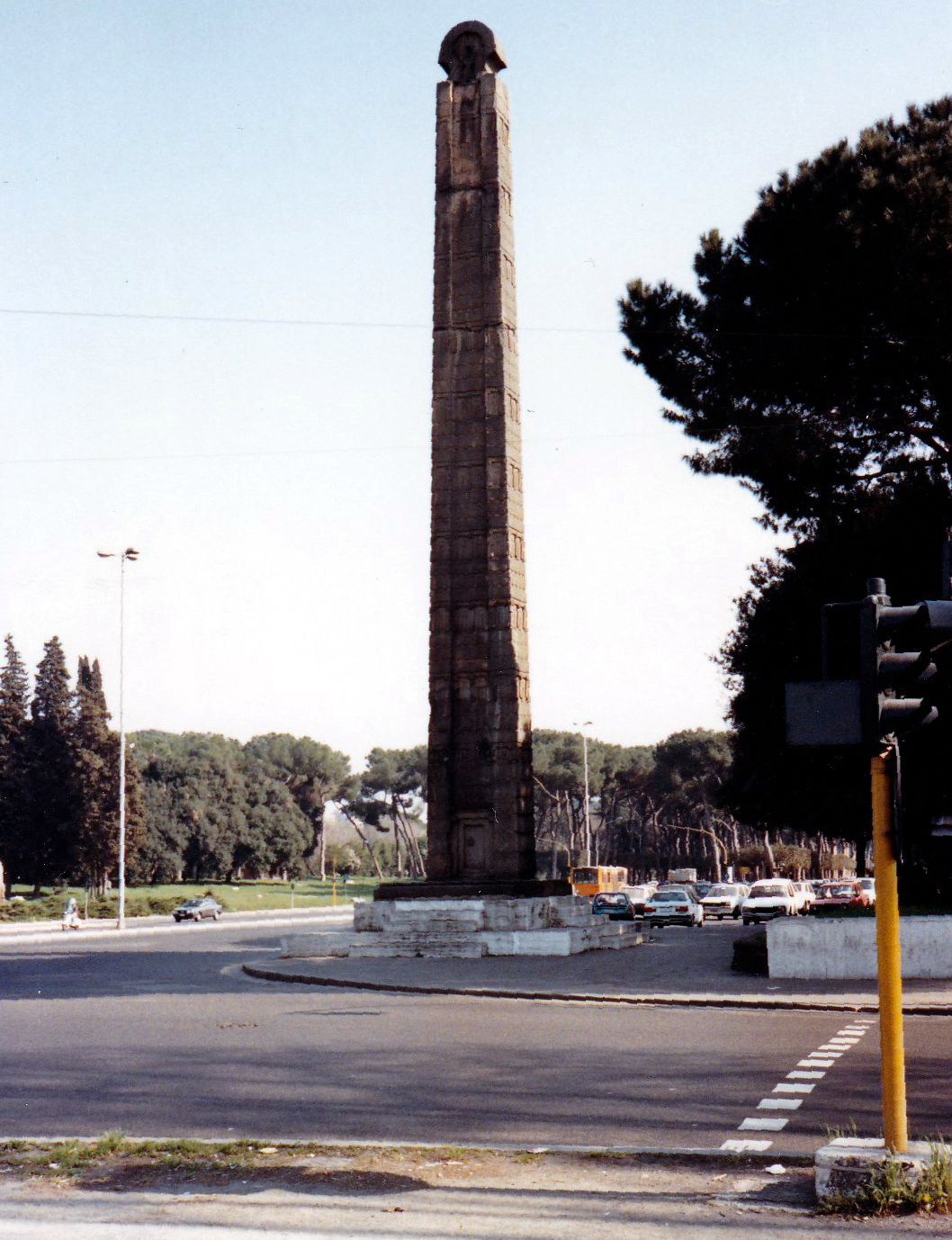
Stèle n°2 à Rome.
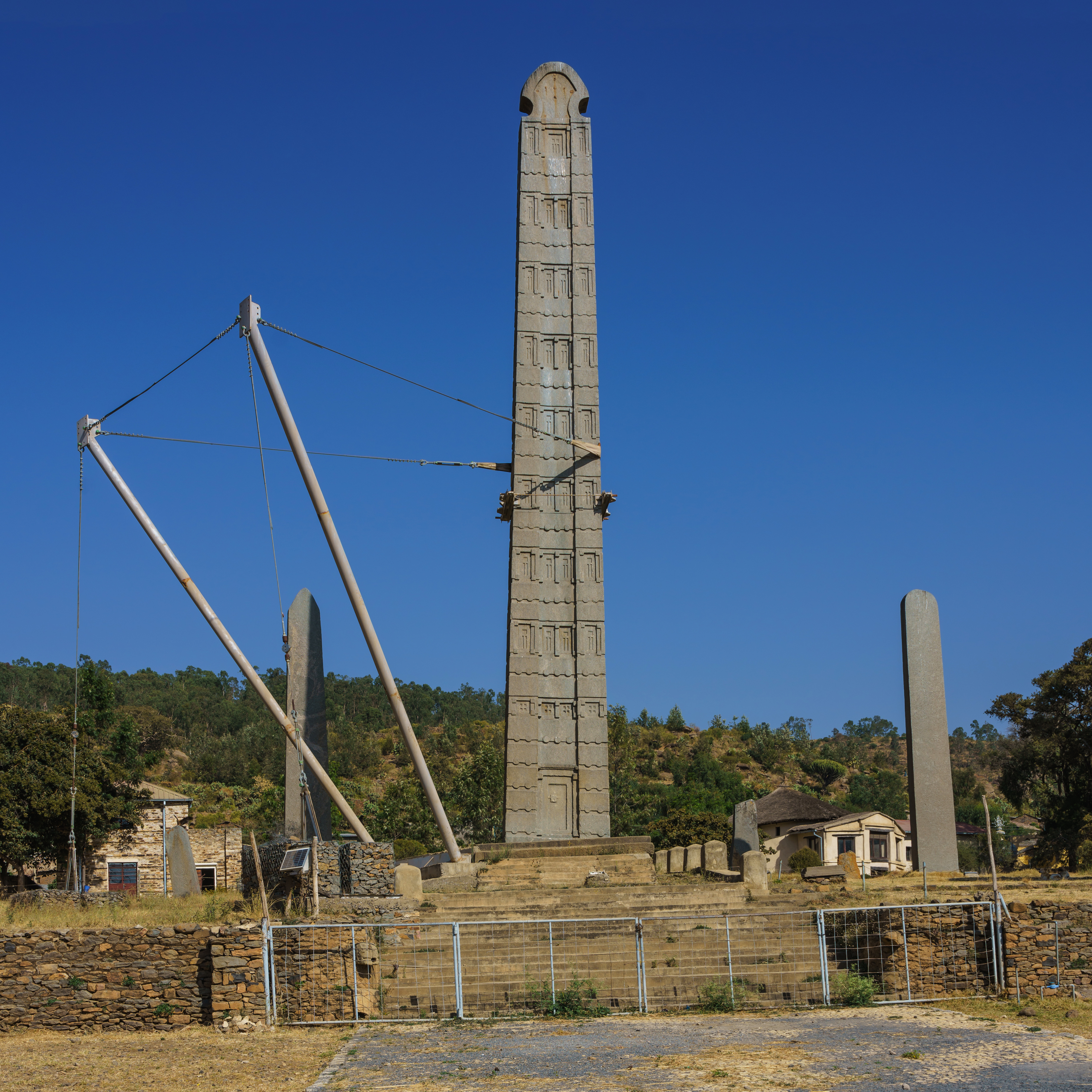
Stèle n°3 haubannée.
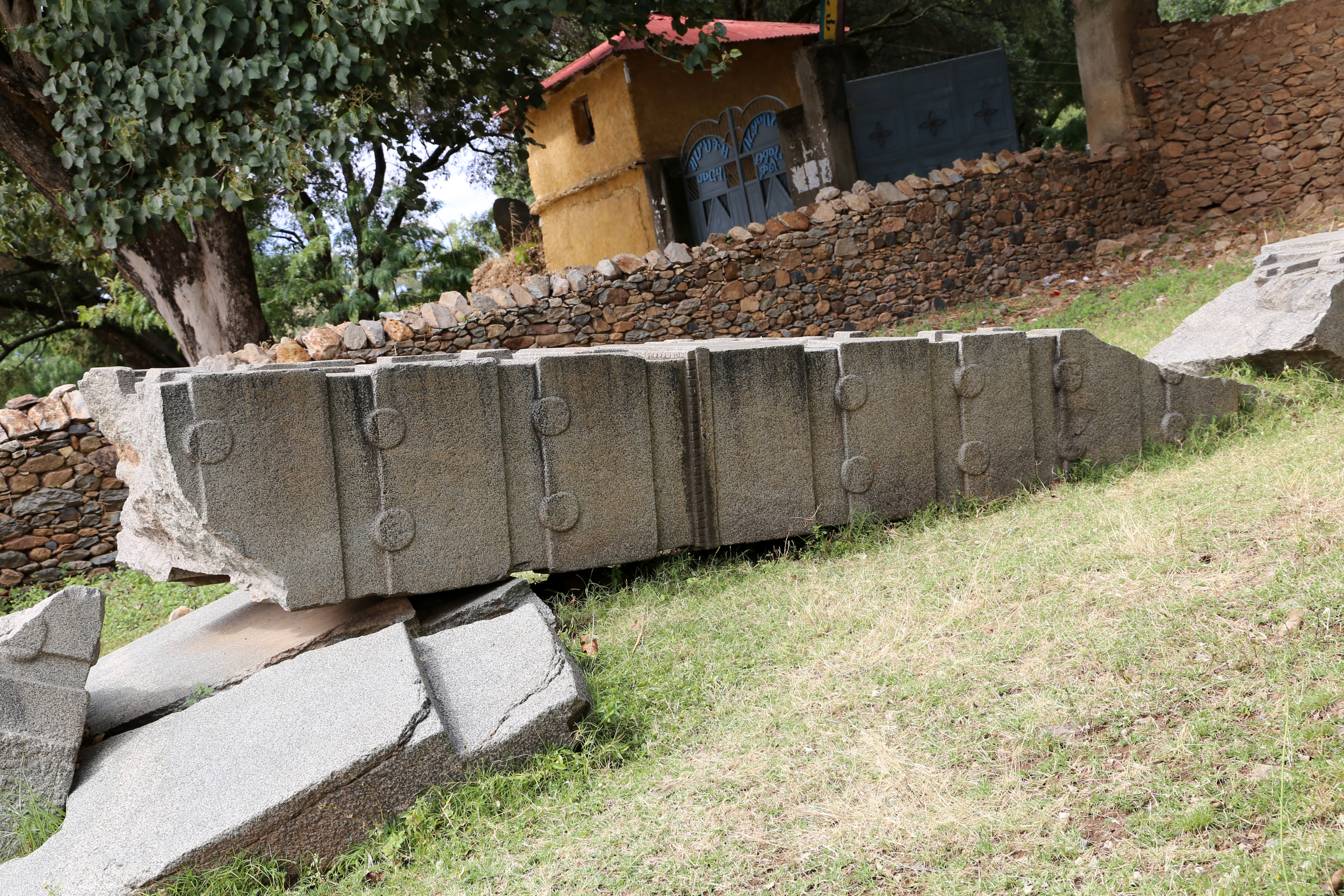
Stèle n°4.
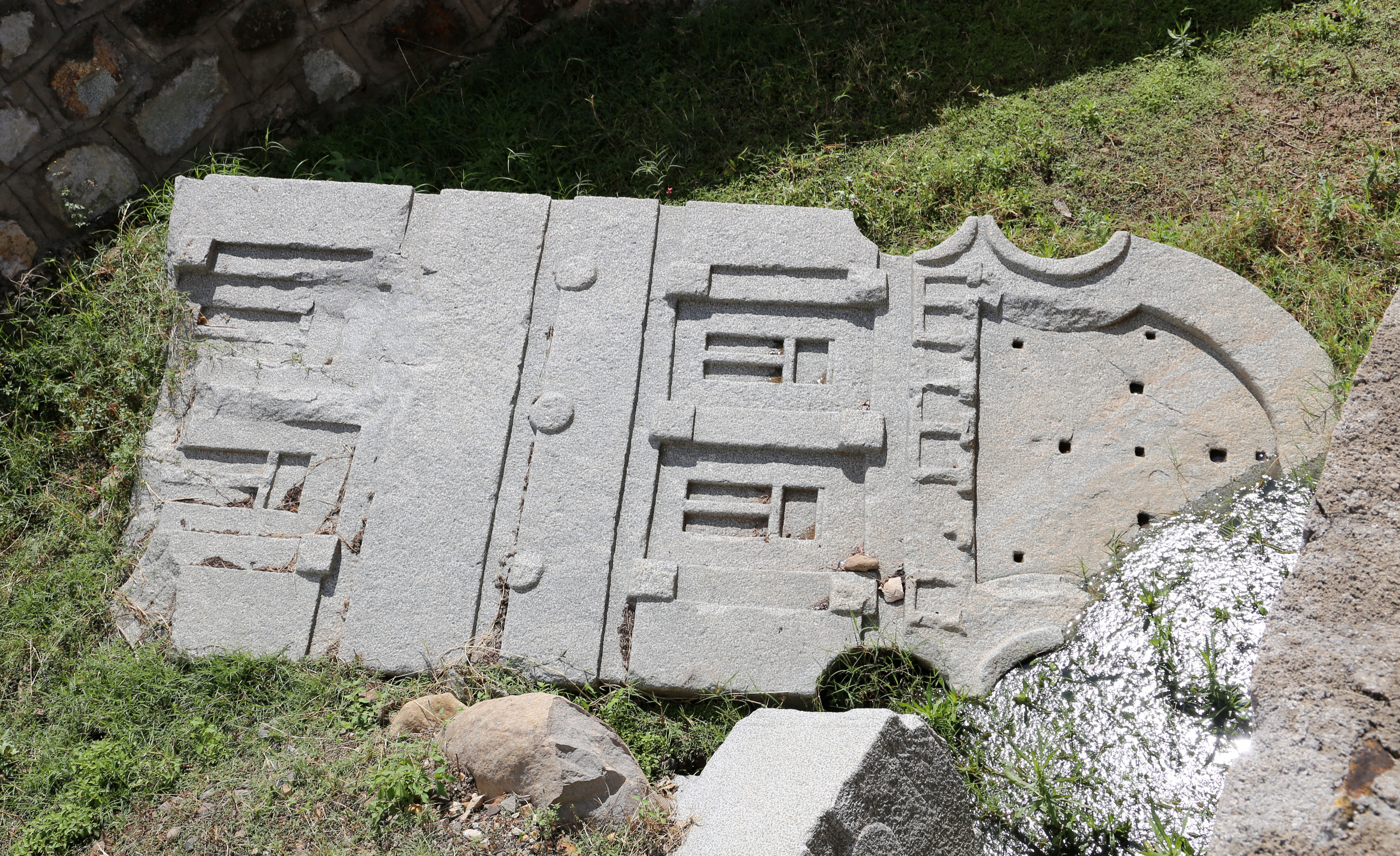
Sommet brisé de la stèle n°5.
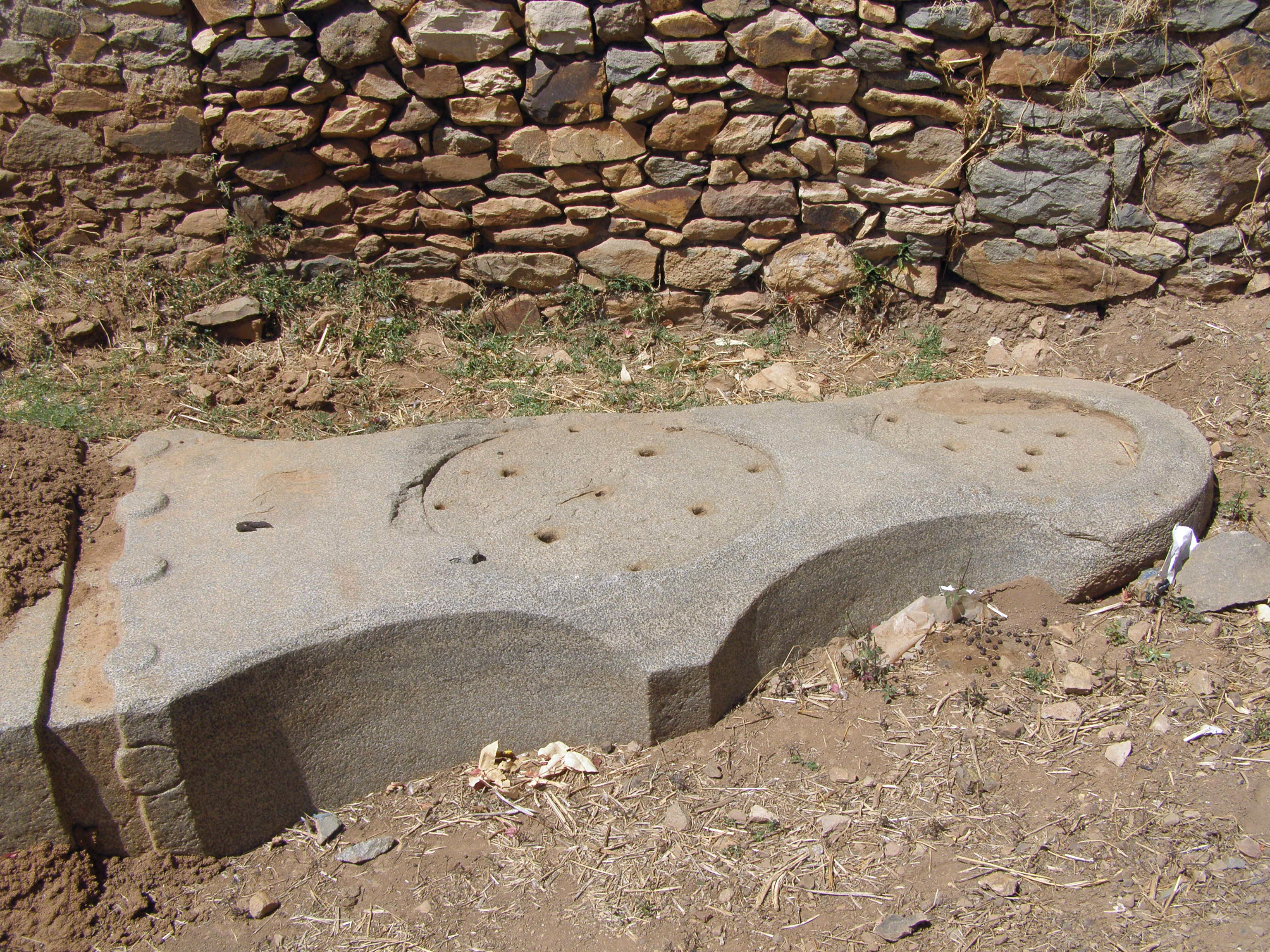
Sommet brisé de la stèle n°6.
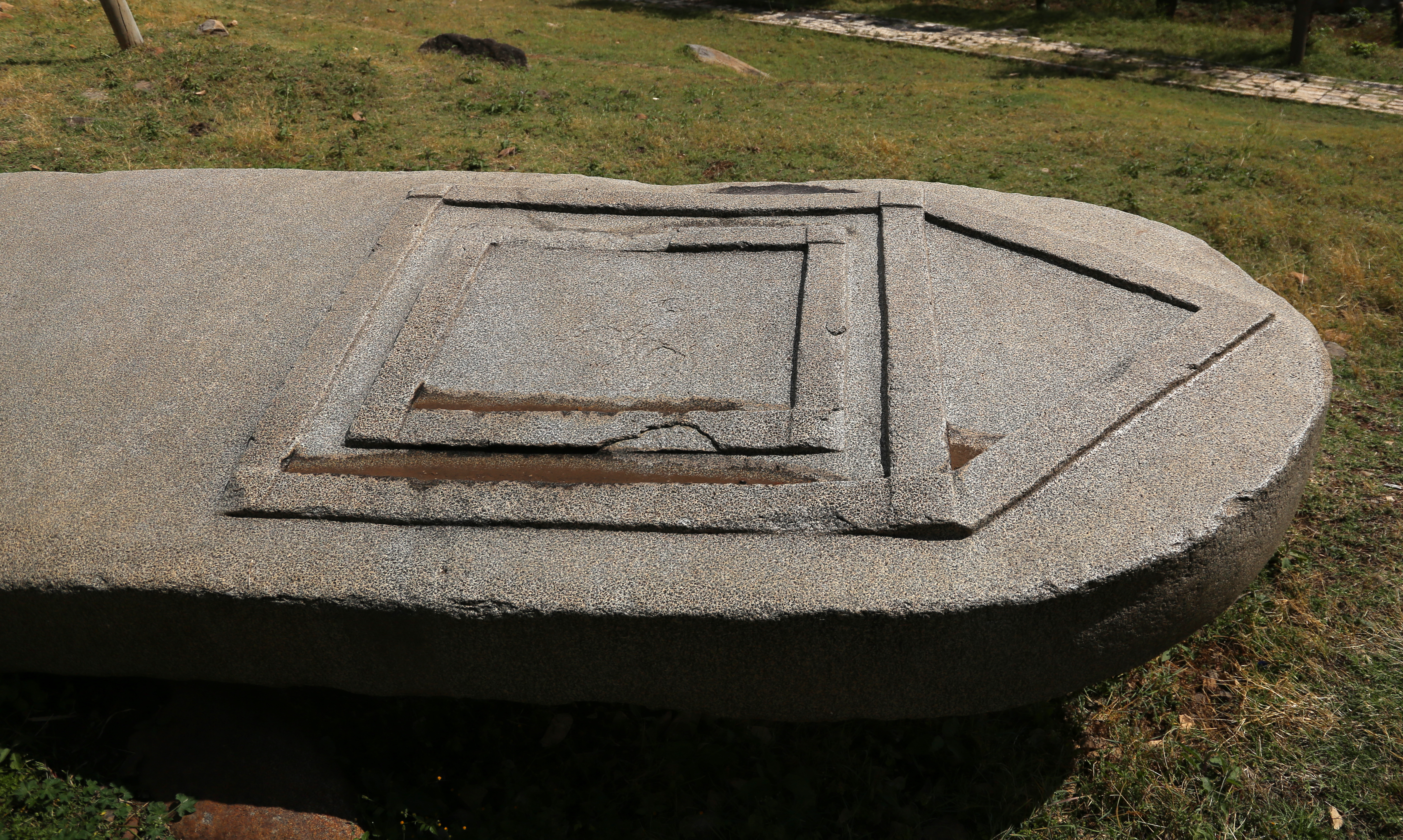
Stèle n°8 : décor dit de « l'arche d'alliance ».

### Stèle n° 8

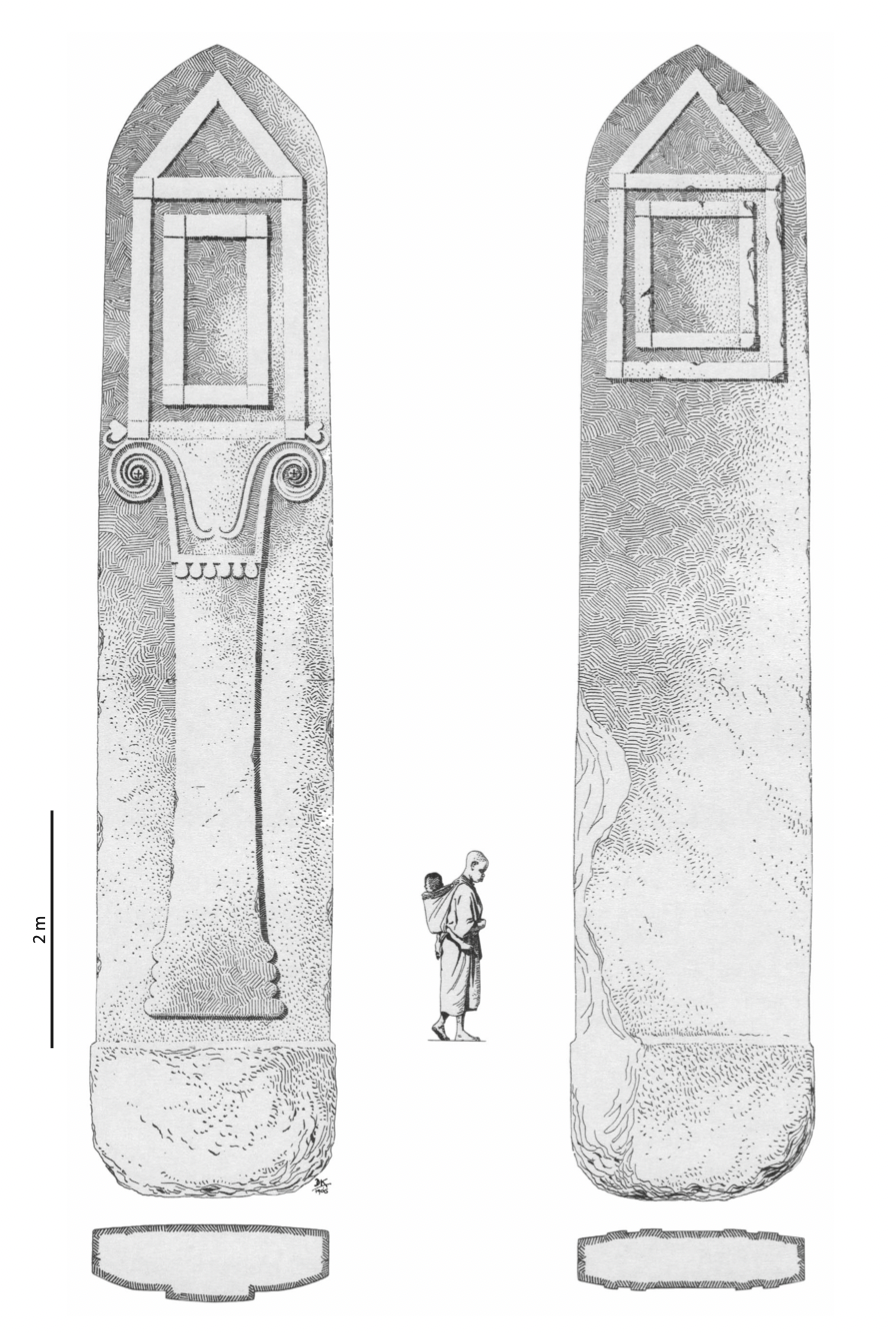
Les deux faces de la stèle n°8.

La stèle n°8 est située à environ 200 m au nord des six précédentes, couchée au sol. C'est une stèle de forme rectangulaire, d'une longueur de 10 m. Son décor est totalement différent de celui des six stèles précédentes : il correspond au motif d'une petite maison avec un toit à deux pans et une fausse porte avec quatre têtes de poutre connu sous l'appellation « têtes de singe » représenté sur les deux faces principales. Sur l'une des deux faces, le motif est représenté reposant sur une colonne constituée d'une base, d'un fût et d'un chapiteau. D'aucuns considèrent que cet étrange motif pourrait représenter l'arche d'alliance.

## La nécropole

Nécropole
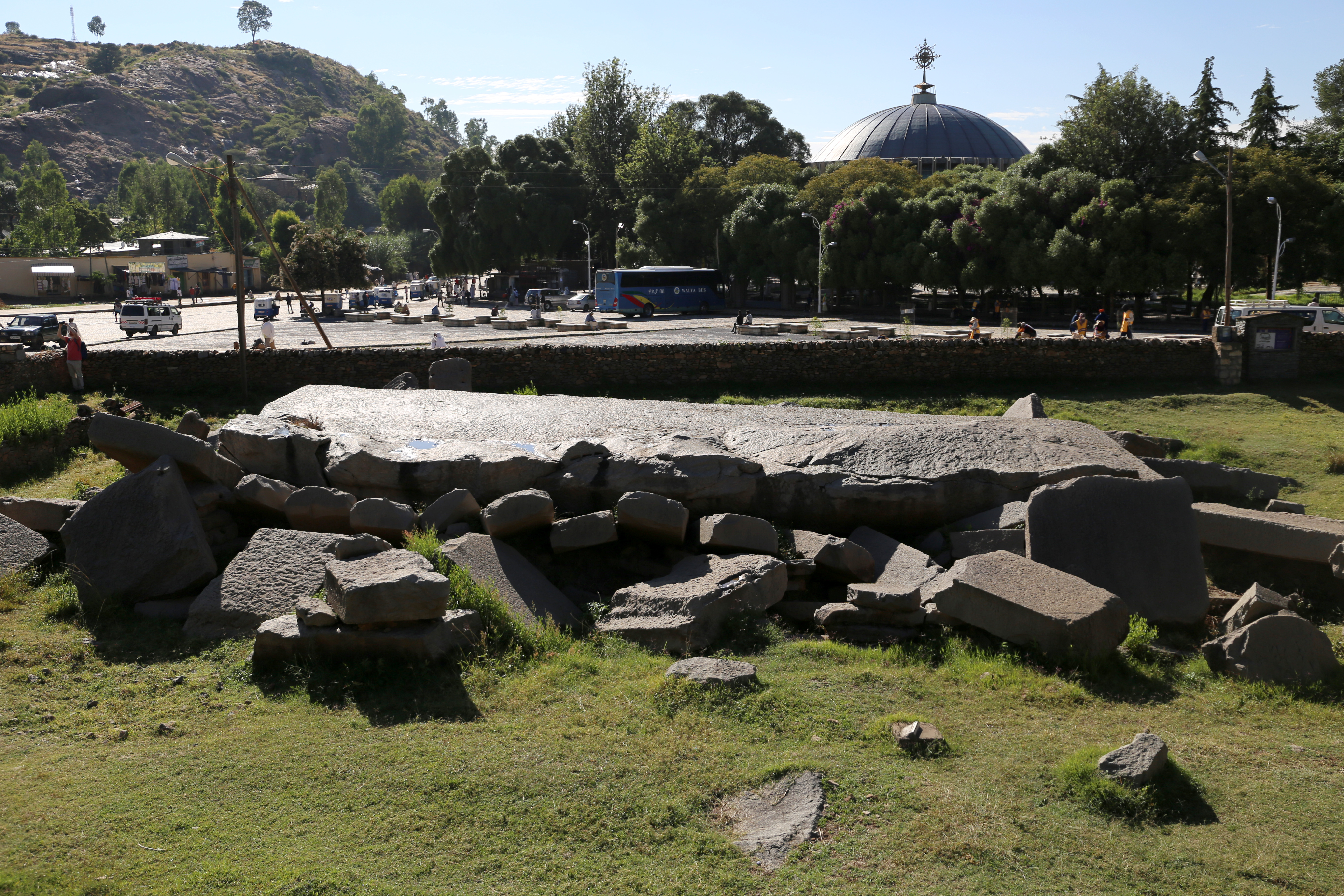
Tombe de Nefas Mawcha.
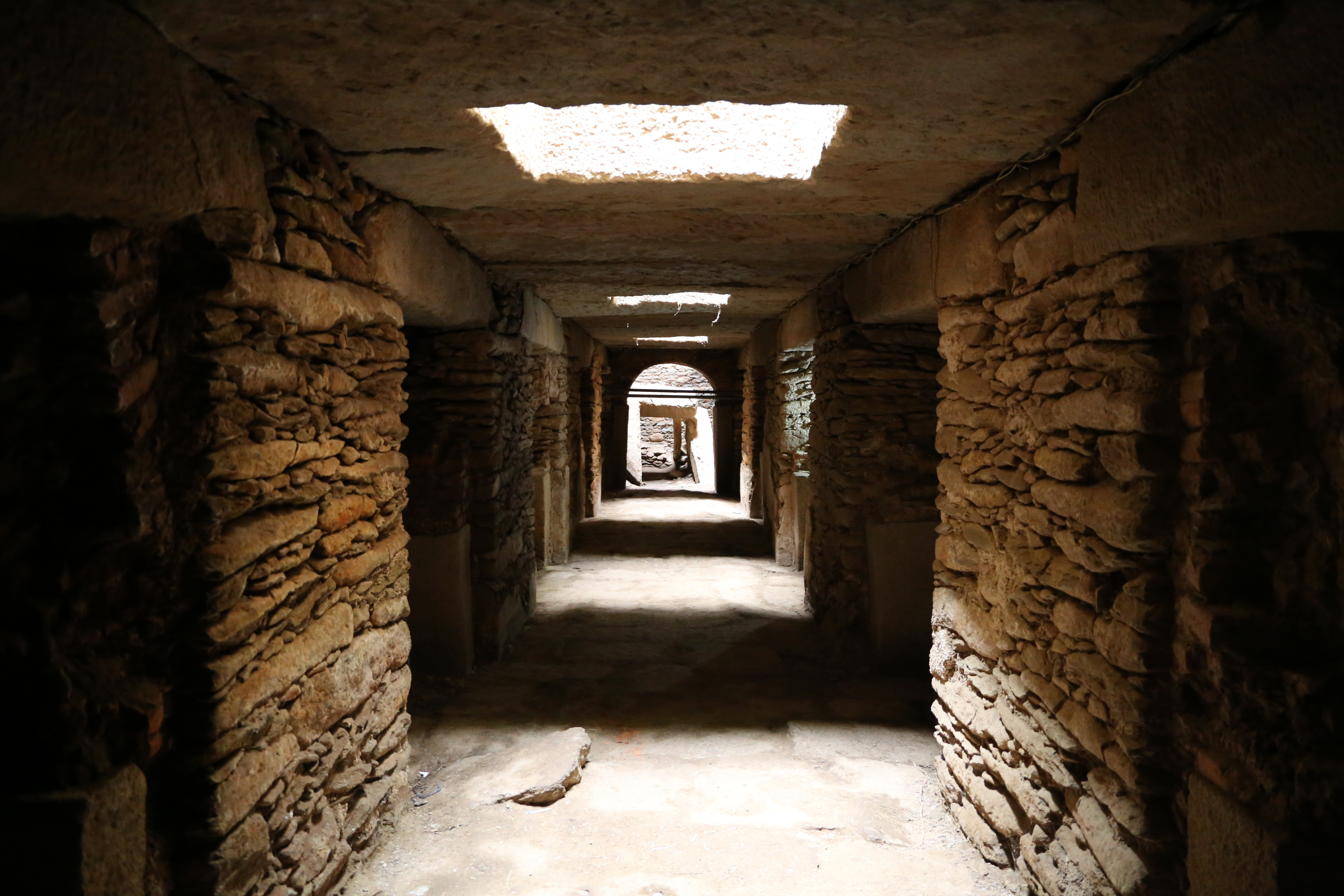
Tombe des arches en brique.
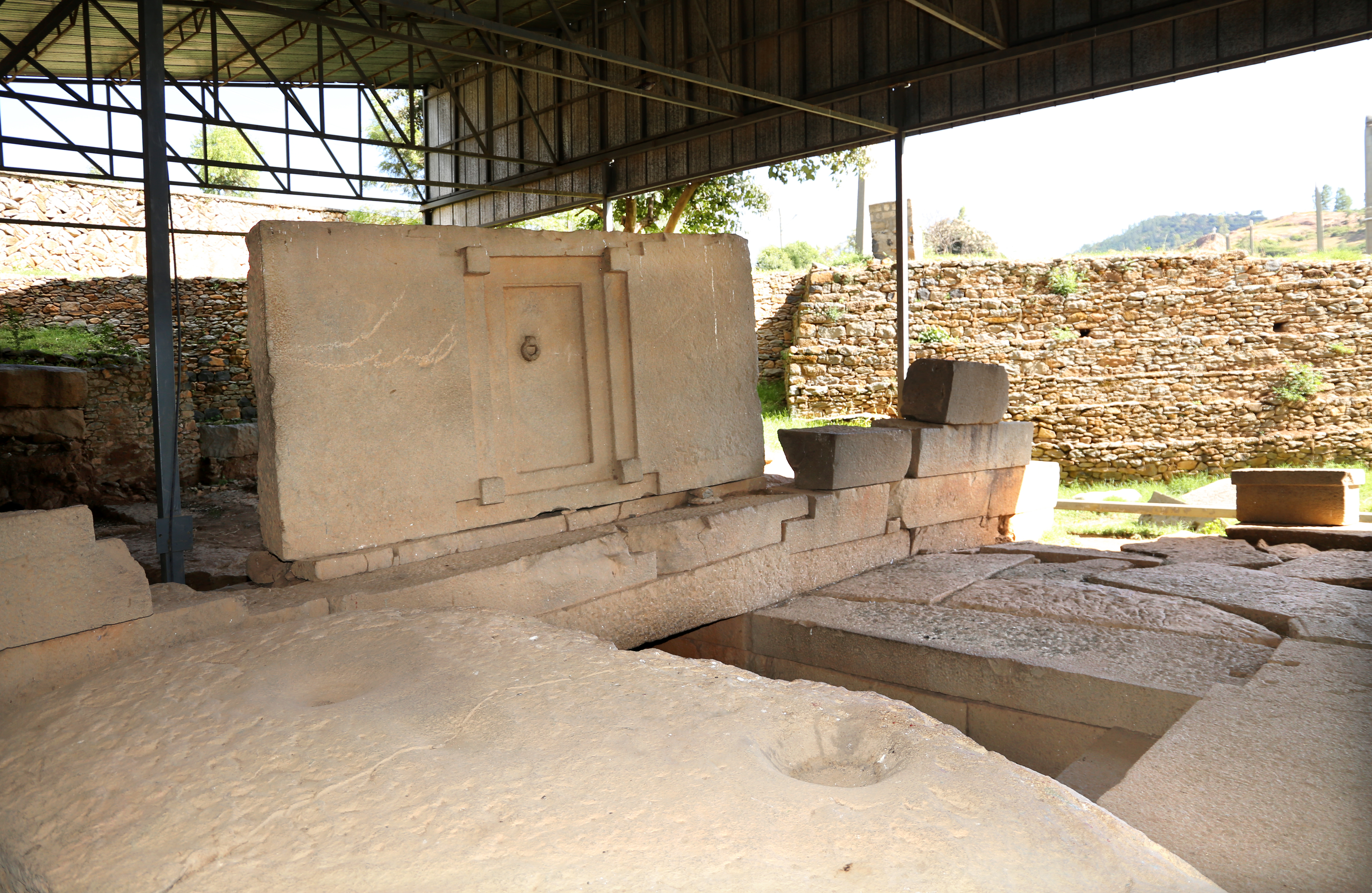
Tombe de la fausse porte.

### Tombe de Nefas Mawcha
Le monument dit Néfas Mawcha, (que l'on peut traduire par le « le lieu du vent ») est constitué d'une monumentale dalle de pierre de 17,50 m  de long sur 6,50 m de large et 1,30 m d'épaisseur, dont le poids est estimé entre 300 t et 400 t.  Elle correspondrait au plafond d'un tombeau, à l'origine enseveli sous un tumulus, mais désormais disparu. La dalle repose sur des murs en pierre délimitant un couloir périphérique. Un second péristalithe est visible sur les côtés nord et sud du monument. L’architecture de la tombe est assez complexe et difficilement interprétable mais il pourrait s'agir de la tombe d'un personnage important autour de laquelle on pratiquait la circumambulation. 

#### Monumentséthiopiensde la période entre -800 et +1100 hors Aksoum
- Hawulti, Matara (Érythrée) (en)
- Yeha, à Mehakelegnaw (Tigré)
- Temple d'Almaqah, à Wukro (Tigré)
- Monumentum Adulitanum (en) (Adulis)
- Tuto Fela à Dila (Éthiopie), deux cimetières à stèles phalliques